# پوخ (آلمان)
پوخ (به آلمانی: Pouch) یک منطقهٔ مسکونی در آلمان است که در مولدشتاوزه واقع شده‌است. پوخ ۱٬۷۰۲ نفر جمعیت دارد.